# Tatiana Vattier
Tatiana Vattier (* 24. Januar 1977 in Sainte-Adresse) ist eine französische Badmintonspielerin. 

## Karriere
Tatiana Vattier nahm 2000 im Dameneinzel an Olympia teil. Sie verlor dabei gleich in Runde eins und wurde somit 33. in der Endabrechnung. Bereits 1995 hatte sie ihren ersten nationalen Titel in Frankreich gewonnen. Neun weitere Titelgewinne folgten bis 2004.

## Sportliche Erfolge
| Saison    | Veranstaltung                                 | Disziplin   | Platz | Name                                            |
| --------- | --------------------------------------------- | ----------- | ----- | ----------------------------------------------- |
| 1988/1989 | Französische Nachwuchsmeisterschaft (Minimes) | Damendoppel | 1     | Tatiana Vattier / Marion Dervaux                |
| 1989/1990 | Französische Nachwuchsmeisterschaft (Minimes) | Damendoppel | 1     | Tatiana Vattier / Isabelle Levert Rasoavololona |
| 1990/1991 | Französische Nachwuchsmeisterschaft (Minimes) | Damendoppel | 1     | Tatiana Vattier / Isabelle Levert Rasoavololona |
| 1990/1991 | Französische Nachwuchsmeisterschaft (Minimes) | Dameneinzel | 1     | Tatiana Vattier                                 |
| 1991/1992 | Französische Juniorenmeisterschaft            | Mixed       | 1     | Bertrand Gallet / Tatiana Vattier               |
| 1991/1992 | Französische Nachwuchsmeisterschaft (Cadets)  | Dameneinzel | 1     | Tatiana Vattier                                 |
| 1991/1992 | Französische Nachwuchsmeisterschaft (Cadets)  | Damendoppel | 1     | Tatiana Vattier / Isabelle Levert Rasoavololona |
| 1992/1993 | Französische Juniorenmeisterschaft            | Dameneinzel | 1     | Tatiana Vattier                                 |
| 1992/1993 | Französische Juniorenmeisterschaft            | Mixed       | 1     | Jeff Jouhanet / Tatiana Vattier                 |
| 1993/1994 | Französische Juniorenmeisterschaft            | Dameneinzel | 1     | Tatiana Vattier                                 |
| 1993/1994 | Französische Juniorenmeisterschaft            | Mixed       | 1     | David Toupé / Tatiana Vattier                   |
| 1994/1995 | Französische Hochschulmeisterschaft           | Dameneinzel | 1     | Tatiana Vattier                                 |
| 1994/1995 | Französische Meisterschaft                    | Damendoppel | 1     | Christelle Mol / Tatiana Vattier                |
| 1994/1995 | Französische Juniorenmeisterschaft            | Dameneinzel | 1     | Tatiana Vattier                                 |
| 1994/1995 | Französische Juniorenmeisterschaft            | Mixed       | 1     | David Toupé / Tatiana Vattier                   |
| 1996/1997 | Französische Hochschulmeisterschaft           | Damendoppel | 1     | Tatiana Vattier / Chryselle Ibanez              |
| 1996/1997 | Französische Hochschulmeisterschaft           | Dameneinzel | 1     | Tatiana Vattier                                 |
| 1997      | Strasbourg International                      | Damendoppel | 2     | Tatiana Vattier / Sandrine Lefevre              |
| 1997      | Strasbourg International                      | Dameneinzel | 2     | Tatiana Vattier                                 |
| 1998/1999 | Französische Meisterschaft                    | Mixed       | 1     | Manuel Dubrulle / Tatiana Vattier               |
| 1998/1999 | Französische Meisterschaft                    | Damendoppel | 1     | Sandra Dimbour / Tatiana Vattier                |
| 1999/2000 | Französische Meisterschaft                    | Dameneinzel | 1     | Tatiana Vattier                                 |
| 2000      | Olympia                                       | Dameneinzel | 33    | Tatiana Vattier                                 |
| 2000/2001 | Französische Meisterschaft                    | Dameneinzel | 1     | Tatiana Vattier                                 |
| 2000/2001 | Französische Meisterschaft                    | Mixed       | 1     | Manuel Dubrulle / Tatiana Vattier               |
| 2001/2002 | Französische Meisterschaft                    | Dameneinzel | 1     | Tatiana Vattier                                 |
| 2002/2003 | Französische Hochschulmeisterschaft           | Damendoppel | 1     | Tatiana Vattier / Viktoria Hristova             |
| 2002/2003 | Französische Meisterschaft                    | Damendoppel | 1     | Tatiana Vattier / Viktoria Hristova             |
| 2003/2004 | Frankreich: Einzelmeisterschaften             | Damendoppel | 1     | Tatiana Vattier / Viktoria Hristova             |
| 2003/2004 | Frankreich: Einzelmeisterschaften             | Dameneinzel | 1     | Tatiana Vattier                                 |